# Clase St. Vincent
La clase St. Vincent consistía en tres acorazados para la Marina Real Británica, colocados en 1908 y completados entre mayo de 1909 y abril de 1910. Los tres acorazados fueron el HMS Collingwood, el HMS St. Vincent y el HMS Vanguard, este último sufrió una explosión accidental en 1917 matando a 843 de los 845 tripulantes a bordo. Los tres acorazados lucharon en la Batalla de Jutlandia.
Visualmente, eran muy difíciles de distinguir de la clase Bellerophon. La innovación principal en esta clase era el armamento principal de calibre 50, diferente al calibre 45 de las clases anteriores.

## Características

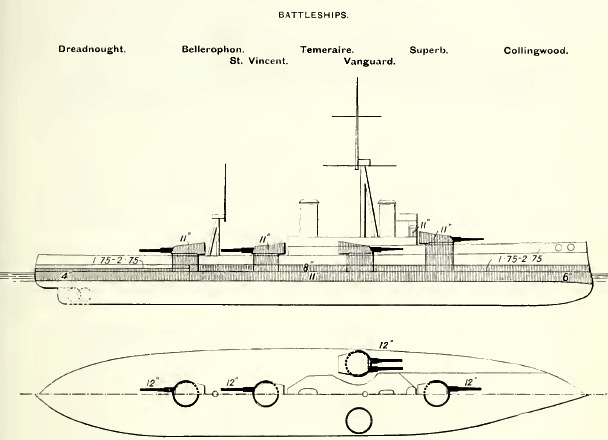
Elevación derecha y planta de la primera generación de acorazados británicos de la edición de 1912 de Brassey's Naval Annual.

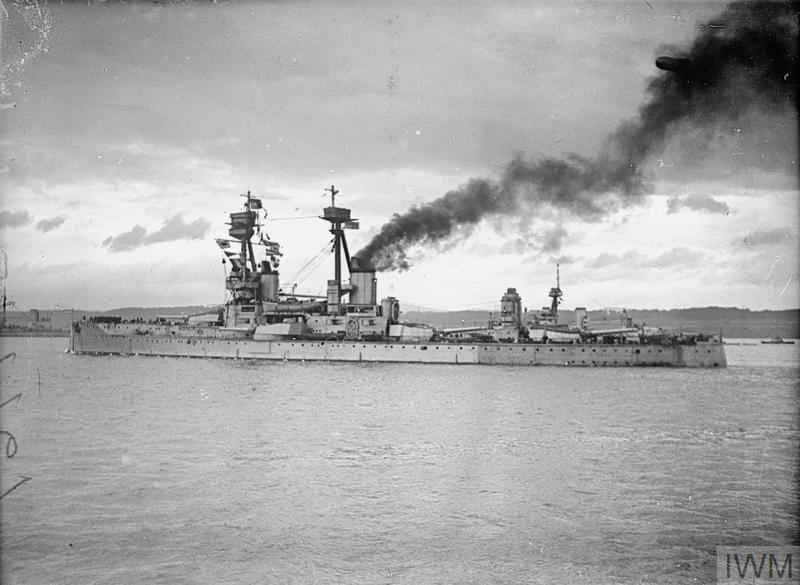
HMS Collingwood entrando en Rosyth, 25 de agosto de 1917.

La selección de un arma de cinco pies más grande que antes del hizo necesario un casco de diez pies más largo entre las torres de X y Y, para mantener la separación entre las armas y la superestructura. Esto produjo un aumento general de 650 toneladas sobre la clase precedente. 
La distribución de la protección fue cambiada levemente. El grueso inadecuado de 254 mm para el cinturón principal fue conservado, pero alargado levemente. El grueso máximo de la protección de la cubierta principal fue aumentado levemente, pero en cubierta tuvo que ser reducido. 
La central eléctrica también fue aumentada sobre la clase anterior, dando por resultado un ¼ nudo más de la velocidad del diseño anterior. Pero en la práctica, la diferencia era marginal. 
En servicio, el 50 cal Mk XI no fue considerado un éxito. A cambio de un funcionamiento penetrante muy levemente superior, sufrió de la inclinación del cañón y de una desgaste excesivo. El armamento secundario también fue aumentado de 16 a de 20 cañones de 102 mm.

## Unidades
| Buque       | Astillero                            | Inicio                  | Botadura                 | Alta                | Destino                                                                      |
| ----------- | ------------------------------------ | ----------------------- | ------------------------ | ------------------- | ---------------------------------------------------------------------------- |
| St Vincent  | HM Dockyard, Portsmouth              | 30 de diciembre de 1907 | 10 de septiembre de 1908 | 3 de mayo de 1910   | Desguazado en 1921                                                           |
| Collingwood | HM Dockyard, Devonport               | 3 de febrero de 1908    | 7 de noviembre de 1908   | 19 de abril de 1910 | Desguazado en 1922                                                           |
| Vanguard    | Vickers Armstrong, Barrow-in-Furness | 2 de abril de 1908      | 22 de febrero de 1909    | 1 de marzo de 1910  | Hundido por explosión interna accidental en Scapa Flow el 9 de julio de 1917 |